# Ла Ронџ (језеро)
Ла Ронџ (енгл. Lake Ronge; фр. Lac La Ronge) је глацијално језеро у северном делу канадске провинције Саскачеван. Заузима површину од 1.414 км² и пето је по величини језеро у провинцији (после језера Атабаска, Реиндир, Вуластон и Кри). Површина језера лежи на надморској висини од 364 метра.
Обала је веома разуђена, укупне дужине 1.015 км, док се на самом језеру налази укупно 1.305 мањих острва. Северни део обале је веома мочваран и део је заштићене природне зоне од провинцијског значаја, док је јужна обала доста сувља, издигнутија и мање разуђена. Језеро преко малене реке Рапид отиче ка реци Черчил и Хадсоновом заливу.
Године 1966. на месту где река Рапид истиче из језера подугнута је мања брана висине 3,1 метар, а њен основни задатак је одржавање стабилног нивоа воде у језеру. Брана је обновљена 2007. а саграђени су и нови рибњаци, чиме је омогућен комерцијални узгој рибе на језеру. Просечна дубина језера је око 14,6 метара, док максимална дубина ретко прелази 41 метар. Укупно сливно подручје језера је нешто преко 10.000 км².
Језеро је вероватно добило име од француског глагола ronger (у преводу глодати), а последица је вероватно бројне популације даброва која настањава воде и обале овог језера. 
Кроз историју језеро је било центар трговине крзнима, посебно крзнима даброва. У зиму 1781/82. на његовим обалама су постојале две конкурентске станице за трговину крзнима. Њихови оснивачи су били Жан Етијен Ваден и Питер Понд. Ова делатност опстала је у овом подручју и до данашњих дана. 
Највеће насеље које лежи на обалама овог језера је варошица Ла Ронџ која се налази на западној обали језера, те неколико мањих насеља. 
Најважнија привредна делатност на језеру је спортски риболов. Неке од најбројнијих језерских рибљих врста су смуђ, штука, језерска пастрмка, манић и друге.